# HD 56705
HD 56705，又名CP-52 1123，SAO 235040、HR 2767，是一颗恒星，视星等为5.97，位于銀經263.45，銀緯-17.78，其B1900.0坐标为赤經7h 12m 58.9s，赤緯-52° -17.78′ 32″。